# Chiesa di Santo Stefano Protomartire (Bagnolo Cremasco)
La chiesa di Santo Stefano Protomartire è la parrocchiale di Bagnolo Cremasco, in provincia di Cremona e diocesi di Crema; fa parte della zona pastorale sud.

## Storia
La prima citazione di una chiesa a Bagnolo Cremasco risale al XIII secolo. Da un documento del 1489 si apprende che i fedeli del paese chiedevano che fosse edificata una nuova chiesa di dimensioni maggiori. La parrocchia venne eretta all'inizio del Cinquecento e, nel 1580, passò dalla diocesi di Piacenza a quella di Crema, eretta nella primavera di quell'anno. Nel 1583 questa chiesa fu posta a capo di un nuovo vicariato. Poiché questo edificio era ormai diventato insufficiente a soddisfare le esigenze della popolazione, si decise di edificare una nuova chiesa. I lavori di costruzione dell'attuale parrocchiale iniziarono nel 1611 e terminarono entro il 1653; il 21 giugno di quello stesso anno fu benedetta ed aperta al culto. La consacrazione fu impartita il 3 agosto 1659 dal vescovo Alberto Badoer. Durante il XVIII secolo la chiesa fu costantemente abbellita, ampliata e decorata: tra il 1749 ed il 1752 venne ricostruito il coro, nel 1753 fu eseguito l'affresco raffigurante il martirio di Santo Stefano, nel 1758 venne edificata una nuova sagrestia e, nel 1794, i fratelli piacentini Antonio e Domenico Marzaroli realizzarono il portale d'ingresso. Nel 1838 fu rifatto il pavimento e, nel 1970, in seguito all'emanazione di un decreto vescovile, il vicariato di Bagnolo Cremasco venne soppresso e la chiesa passò alla zona pastorale Ovest.